# Saint-Jean-du-Corail
Saint-Jean-du-Corail è un comune francese di 278 abitanti situato nel dipartimento della Manica nella regione della Normandia.

## Società

### Evoluzione demografica
Abitanti censiti